# Lorenzo Carter
Lorenzo Carter (Norcross, Georgia, 10 de diciembre de 1995) es un jugador profesional estadounidense de fútbol americano que se desempeña en la posición de linebacker en Atlanta Falcons, equipo de la National Football League (NFL).

## Carrera
Fue seleccionado en la tercera ronda en la Reunión Anual de Selección de Jugadores de la NFL de 2018. Hizo su debut profesional con el equipo New York Giants, en el cual jugó cuatro temporadas (2018-2022), luego pasó a Atlanta Falcons, donde lleva jugando dos temporadas.